# Yahalom
Yahalom is een spionageroman van auteur Gérard de Villiers en is het 134e deel uit de S.A.S.-reeks met als protagonist de Oostenrijkse prins en freelance CIA-agent Malko Linge.

## Het verhaal
In New York wordt een Amerikaanse vrouw vermoord door een Belgische huurmoordenaar. De huurmoordenaar wordt door een politieagent doodgeschoten en op het lichaam wordt een vals paspoort aangetroffen. Onderzoek wijst uit dat deze in 1988 in Roemenië is vervaardigd voor een Palestijnse terrorist die al jaren blijkt vast te zitten in een Israëlische gevangenis.
De vermoorde vrouw blijkt de echtgenote van een zeer vermogende Iraniër. De CIA kan echter geen verband ontdekken tussen de Iraniër en Palestijns terrorisme. Mogelijk heeft de Israëlische Mossad het paspoort voor hun eigen doelstellingen gebruikt. Maar voor welk doel? Het spoor leidt Malko naar Florida...

## Personages
- Malko Linge, een Oostenrijkse prins en CIA-agent;
- Chris Jones, een CIA-agent en collega van Brabeck;
- Milton Brabeck, een CIA-agent en collega van Jones;
- Olivia, een nymfomane en vegetariër;